# Мордовська Козловка
Мордо́вська Козло́вка (рос. Мордовская Козловка, ерз. Каргоньшей) — село у складі Атюр'євського району Мордовії, Росія. Адміністративний центр Мордовсько-Козловського сільського поселення.
Населення — 256 осіб (2010; 313 у 2002).
Національний склад станом на 2002 рік:
- мордва — 97 %